# Castello di Sceaux
Il Castello di Sceaux /so/, in francese Château de Sceaux sorge nel comune di Sceaux, a una quindicina di chilometri a sud di Parigi.
È iscritto nel mirabile Parco omonimo, il quale, disegnato da Le Nôtre alla fine del XVII secolo, ha un'estensione di ben 181 ettari.
Nel castello è allestito il Musée de l'Île-de-France, che espone opere sulla storia dell'Île-de-France.

## Storia e descrizione

### Il primo Castello
Nel XV secolo esisteva già un maniero in questo luogo eretto dal primo Signore di Sceaux Pierre Baillet. Nel 1470 Giovanni II Baillet (1400-1477), Maestro delle richieste ordinarie del Re, vi riceve in visita il re Luigi XI di Francia e la regina Carlotta di Savoia con tutta la Corte. La Signoria di Sceaux resterà proprietà della famiglia Baillet fino alla fine del XVI secolo, quando nel 1597 il marito dell'ultima ereditiera Luigi Potier, barone di Gesvres e consigliere del re, lo acquista. La proprietà contava circa 50 ettari all'epoca.
Nel 1595 aveva già comprato la Signoria di Blérancourt.
All'inizio del XVII secolo i Potier de Gesvres, Signori di Sceaux, fecero costruire un nuovo castello rinascimentale. Sceaux nel 1612 fu elevato a Châtellenie, la più piccola unità amministrativa territoriale della Francia; poi in Baronia nel 1619-24. I nobili Potier divennero in seguito Duchi di Tresmes e poi Duchi di Gesvres.

### Il Castello di Colbert

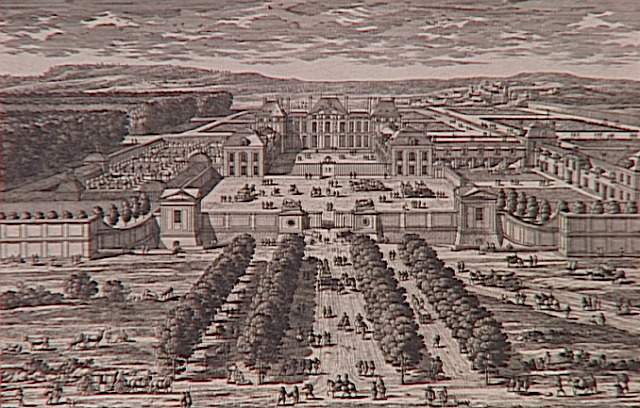
Il Castello di Colbert.

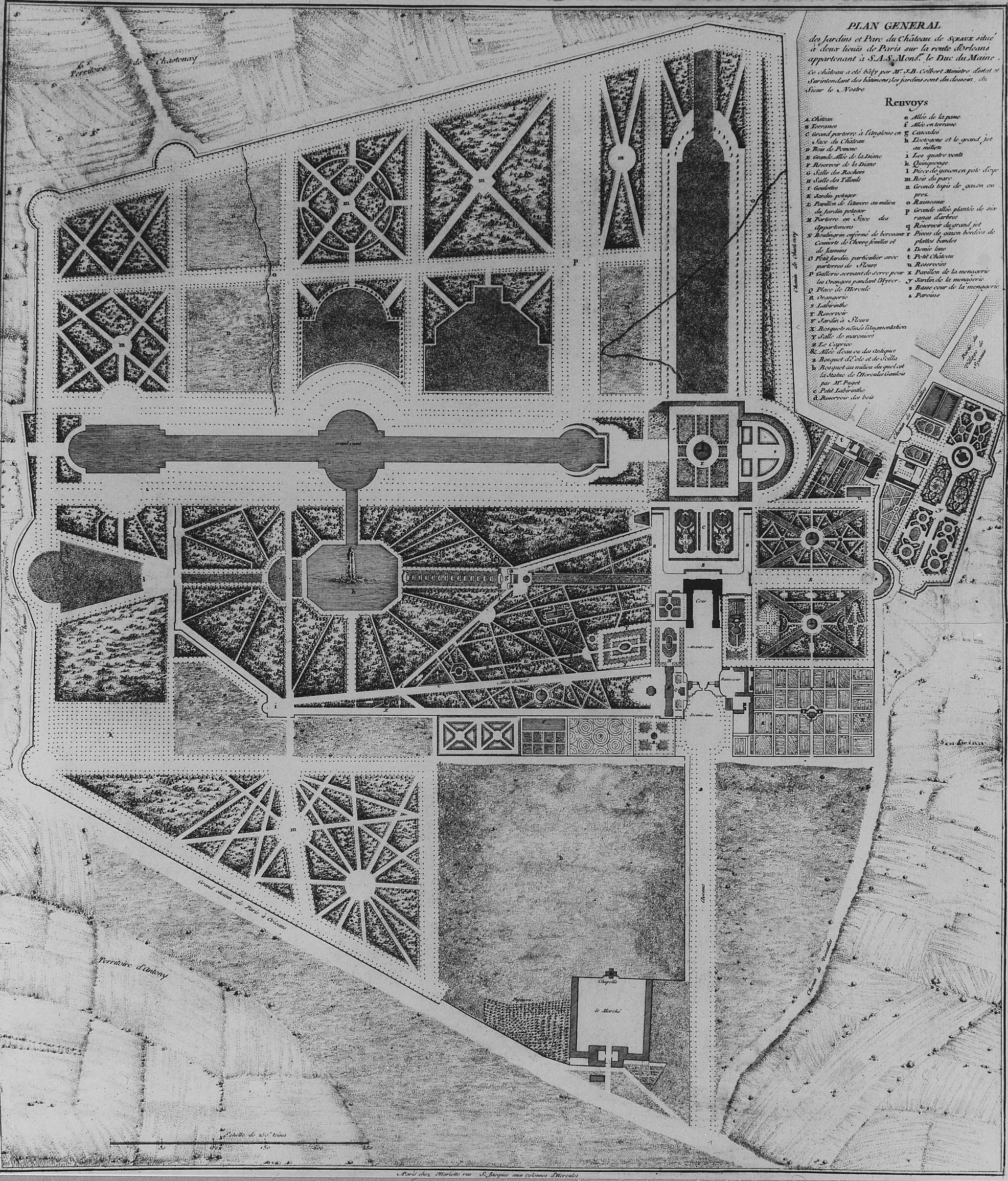
La planimetria del parco di Le Nôtre.

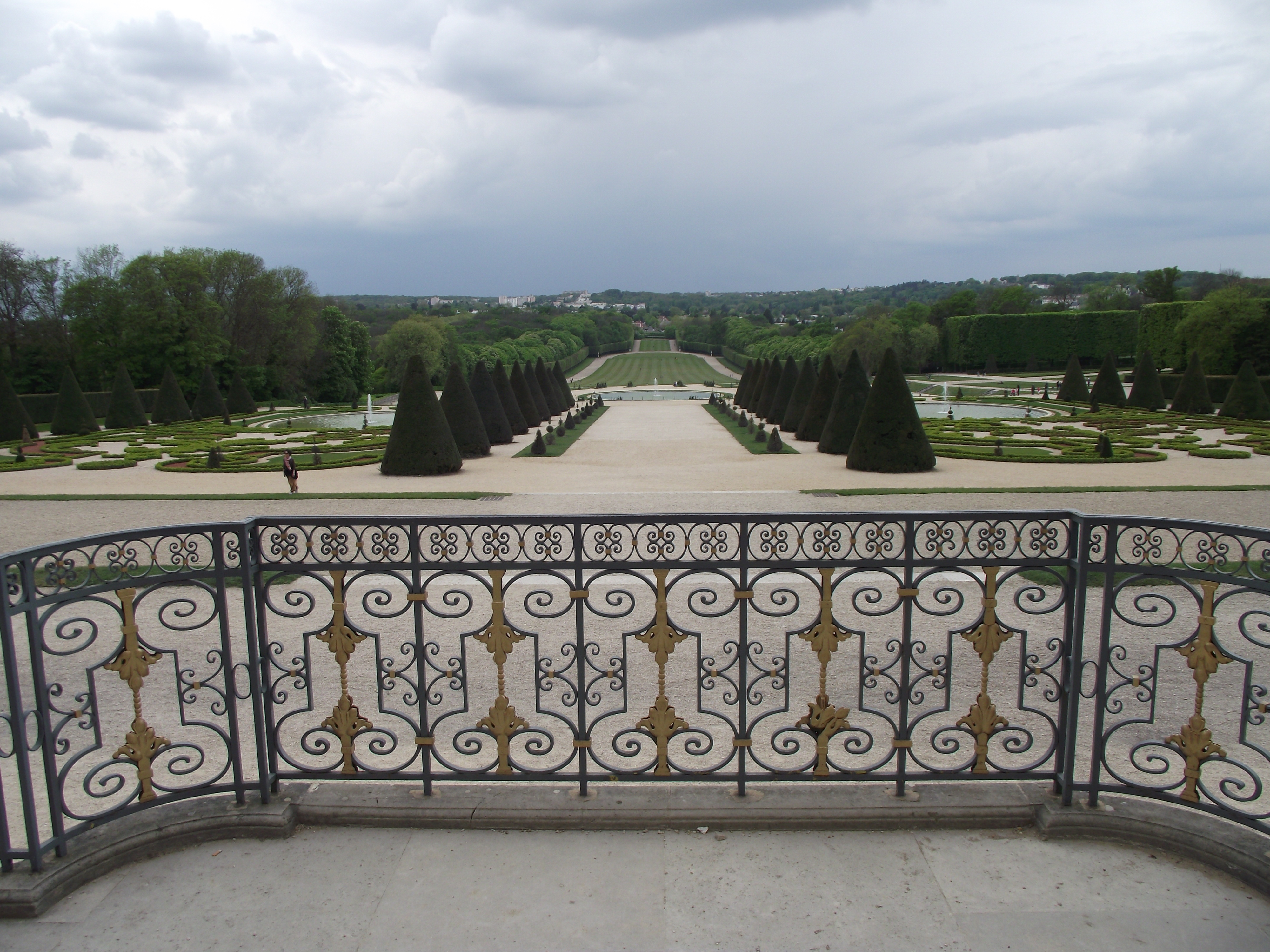
I Giardini visti dal castello.

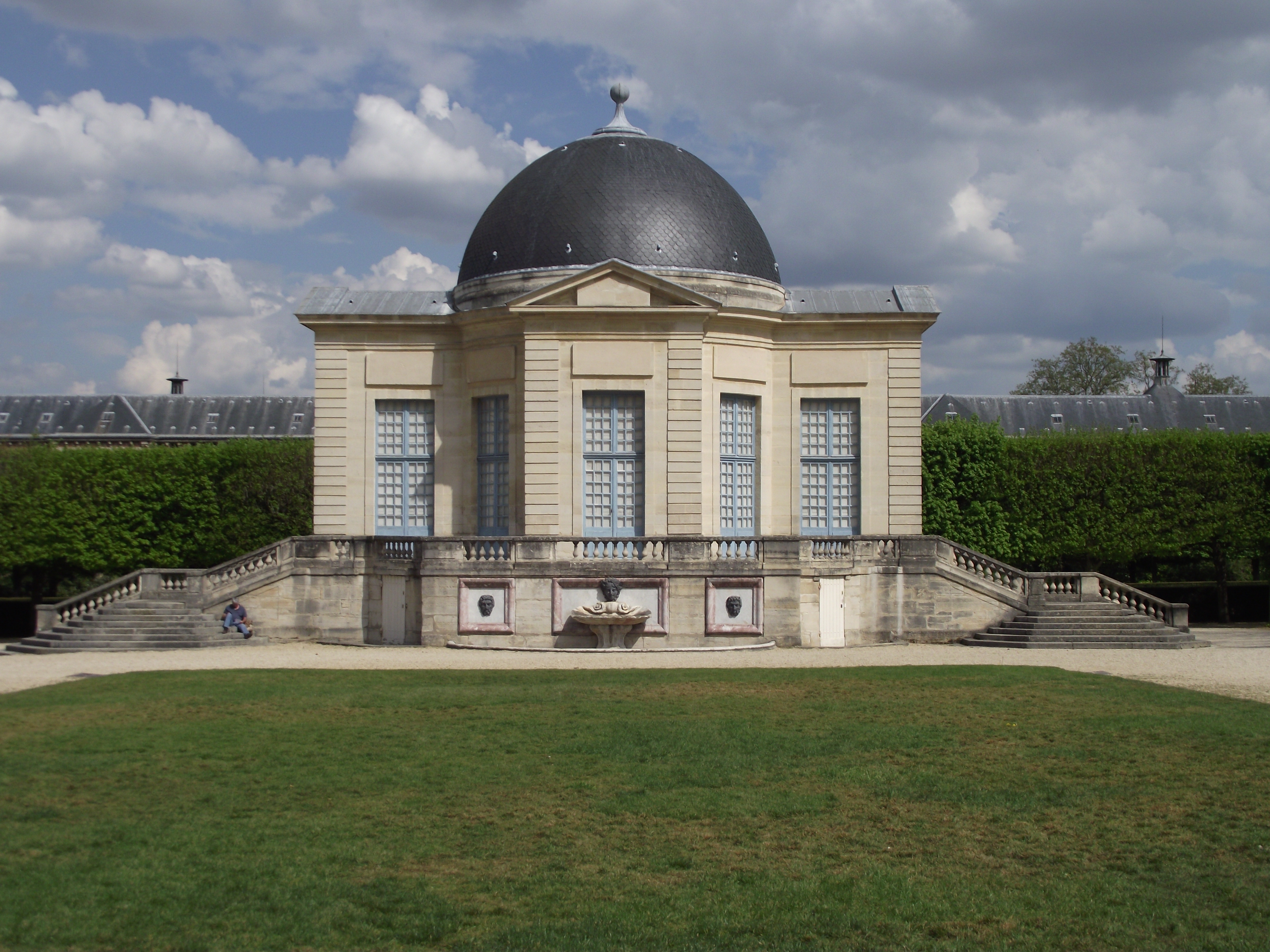
Il Padiglione dell'Aurora.

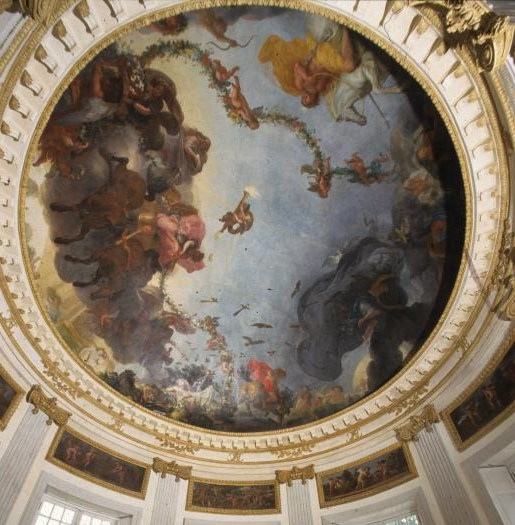
La volta del Padiglione dell'Aurora affrescata da Charles Le Brun.

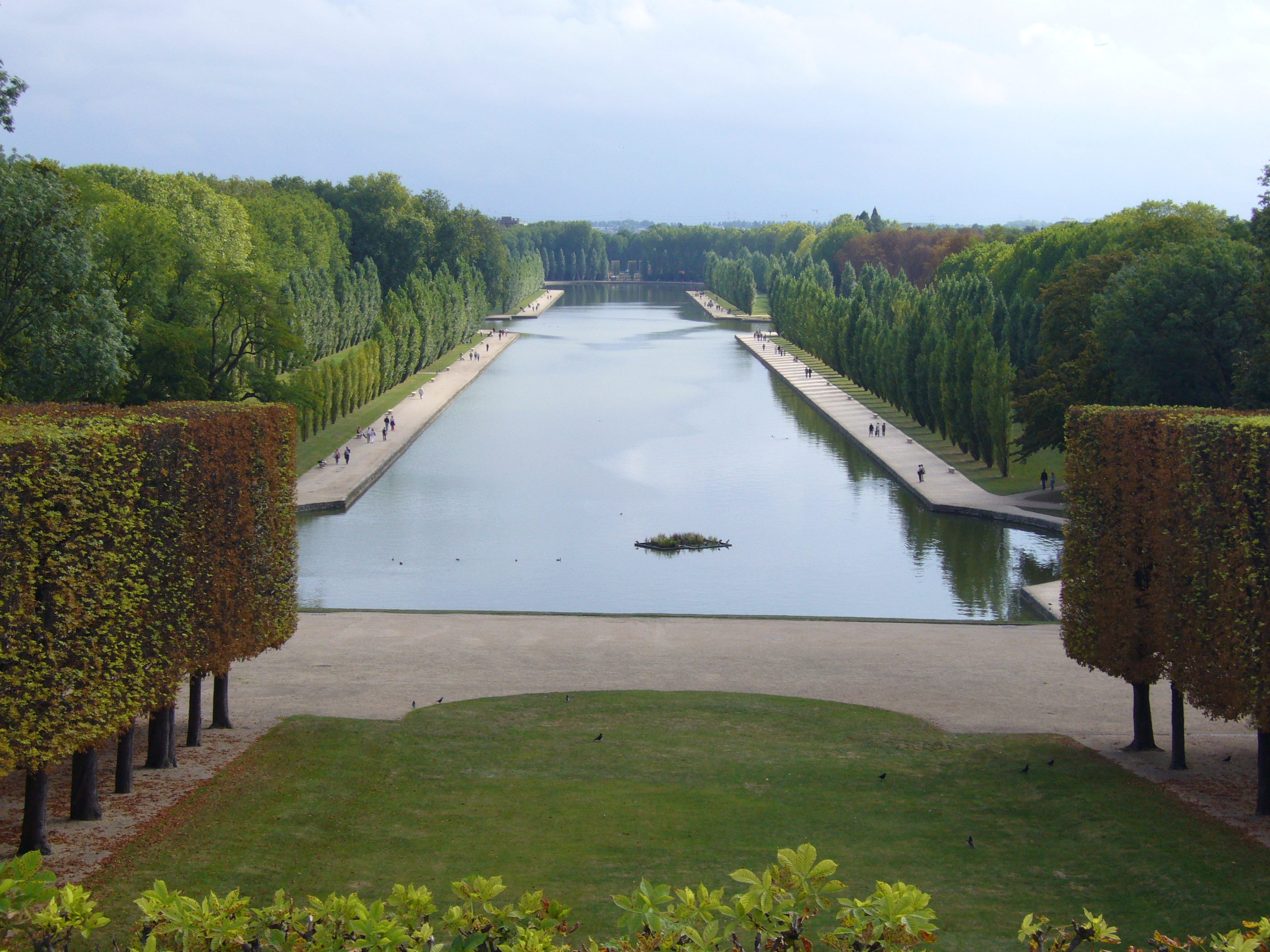
Il Grand Canal.

La sua interessante posizione, vicino a Parigi e non lontano da Versailles, mosse Colbert nel 1670 ad acquistare il dominio di Sceaux dai Tresmes-Gesvres, e numerosi terreni limitrofi per ampliarne la proprietà (fino a circa 100 ettari). Colbert allora fece ingrandire l'edificio eretto dopo il 1597, e progettare il grande Giardino alla francese dal celebre architetto André Le Nôtre.
Il Castello, con pianta a ferro di cavallo, si componeva di un corpo centrale fiancheggiato da due padiglioni, e due ali simmetriche, perpendicolari, terminanti con due padiglioni quadrangolari. In quello di sinistra vi era ricreata una cappella a pianta circolare con cupola. L'architetto del castello non è noto, probabilmente si tratta di Antoine Le Pautre, sovrintendente ai Bâtiments du Roi. Claude Perrault costruì la Cappella che si trovava nell'ala sud del castello. Alla decorazione parteciparono grandi artisti dell'epoca: Charles Le Brun (cappella), François Girardon, Jean-Baptiste Tuby, i fratelli Marsy, Jean-Baptiste Théodon.
Nello Studio di Colbert la decorazione era ridondante; vi si trovavano: 24 busti marmorei di Imperatori, Imperatrici e Senatori romani, medaglioni in marmo bianco di 12 Cesari incorniciati in legno dorato, un busto di Omero, un gruppo di Lottatori in marmo bianco, e due Sfingi in marmo rosso. L'insieme risultava volutamente assai démodé, viste le recenti vicende del suo predecessore Nicolas Fouquet a Vaux-le-Vicomte. Infatti come Colbert l'aveva considerevolmente ingrandito, rispetto al castello originale, il ministro voleva dare l'impressione che si trattasse dell'impianto anteriore al suo cantiere.

#### Il Parco di Le Nôtre
Per il parco, Le Nôtre crea un asse prospettico, est-ovest, che sviluppa dalla facciata posteriore del castello attraversando i parterre e raggiungendo la foresta. E un secondo, trasversale nord-sud, parallelo alla facciata del castello, che parte dal bacino a semi-luna del lato villaggio e si sviluppa per circa un chilometro correndo parallelo alla facciata del castello e fiancheggiato da due viali scende per la grande cascata fino al vasto bacino de l'Octogone.
Nella parte orientale del parco, vi era il Potager, sorta di orto decorativo, dove ancora oggi domina il bel Pavillon de l'Aurore, il "Padiglione dell'Aurora", opera di Perrault. Il Parco originariamente era ornato di numerose sculture, fra cui il celebre Hercule gaulois di Pierre Puget (oggi al Museo del Louvre). La Grande Cascade, le cui acque sgorgano dalle urne delle due statue dei Fiumi dovute ad Antoine Coysevox, erano il fiore all'occhiello dell'epoca.
Nel 1675, Nicolas le Jongleur, mastro-fontaniere poco conosciuto, venne chiamato a Sceaux per collaborare con i giardinieri-paesaggisti con lo scopo di recuperare delle acque dai territori circostanti. La prima opera che realizza è la condotta da Vaux-Robert, verso Fontenay-aux-Roses. Nel 1680 realizza lo Stagno Colbert a Plessis-Piquet per la raccolta delle acque piovane. Una terza opera di canalizzazione recupererà le acque della Signoria di Aulnay atte ad alimentare la cascata e l'Octogone. Nel 1688 venne realizzato il Grand Canal dal figlio, il Marchese di Seignelay.

#### La visita del Re Sole
Nell'agosto del 1673 Colbert riceve a Sceaux il principe Filippo d'Orléans, fratello di Luigi XIV di Francia, venuto in perlustrazione a seguito di un invito spiccato da Colbert al re per una festa nel parco. Nel giugno del 1675 fu la volta della visita perlustrativa della Regina, del Delfino e della Delfina.
Nel luglio del 1677, infine, il Re Sole viene in visita a Sceaux. Per Colbert fu una difficile prova ad alto rischio, vista la vicenda di Nicolas Fouquet a Vaux-le-Vicomte. Il ministro s'atteggia a perfetto cortigiano, accompagna le "Altezze Reali" alla visita degli appartamenti, prima di assistere alla messa in scena dell'opera Cadmus et Hermione di Jean-Baptiste Lully nei giardini.
Dopo la cena di gala, si tenne Fedra di Racine nella prima Orangerie, situata nell'ala destra del castello. All'uscita dallo spettacolo Luigi XIV venne acclamato dalla popolazione di Sceaux, riunita nei giardini illuminati da fiaccole. Il re era entusiasta, dicendo al suo ministro Le Roi ne s'est jamais si agréablement diverti, che il Re non si era mai così ben divertito. Il Mercure Galant scrisse della festa "qu'elle fut somptueuse sans faste, et abondante en toutes choses sans qu'il y eût tien de superflu" fu sontuosa senza fasto, e abbondante in tutto senza aver niente di superfluo.

#### Il Marchese di Seignelay

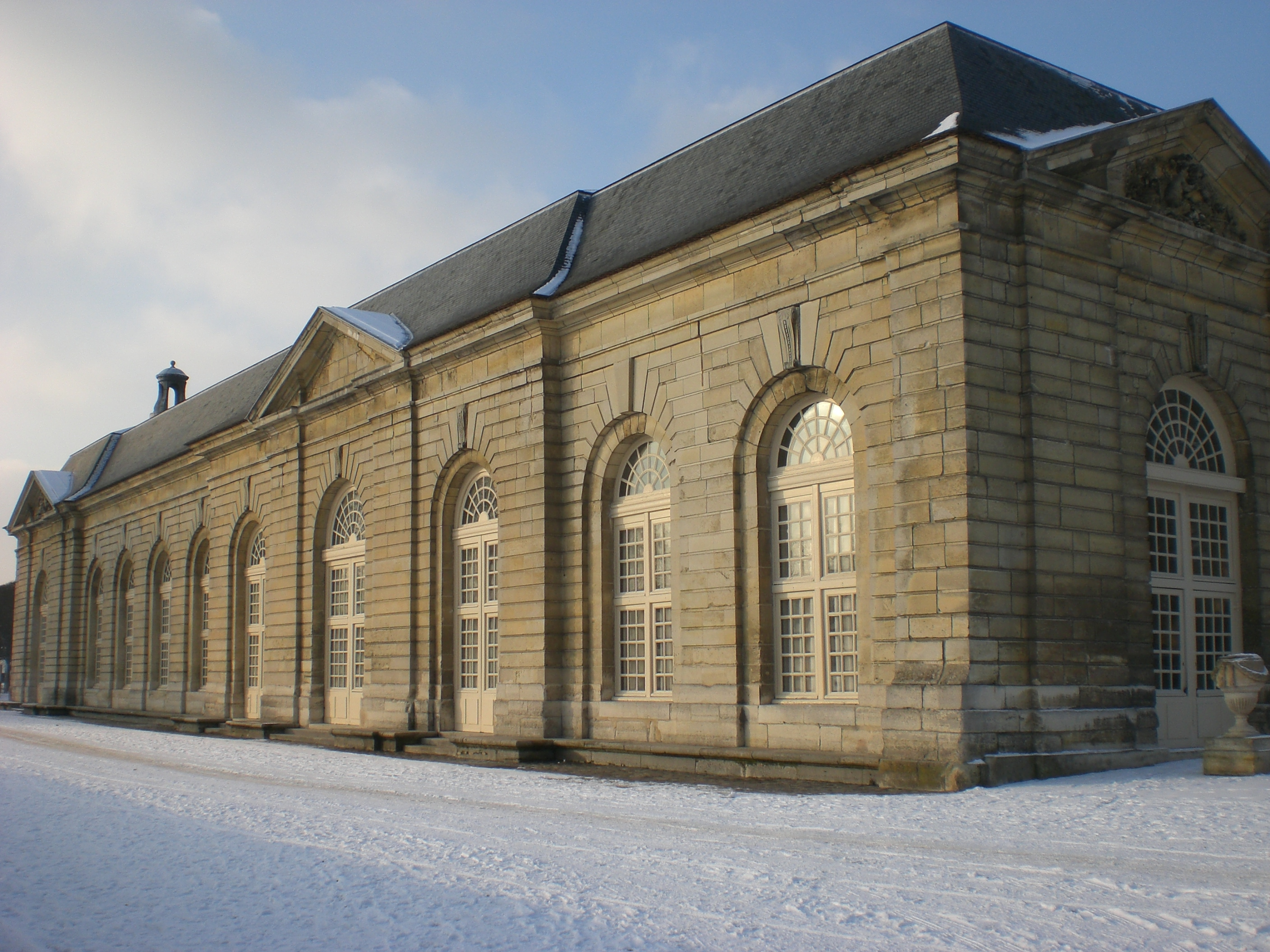
l'Orangerie di Mansart

Alla morte di Colbert, nel settembre 1683, il dominio diviene proprietà del suo primogenito di nove figli, il Marchese di Seignelay. Egli erediterà anche parte degli incarichi a corte del padre, "Marina e Segreteria di Stato". Intraprende la ristrutturazione degli interni, realizzando il sontuosissimo appartamento di gusto cinese, decorato con lacche e destinato a sua moglie.
Nel 1686 fece costruire dal grande architetto Jules Hardouin-Mansart l'Orangerie, lunga all'origine 80 metri (amputata durante la Guerra franco-prussiana del 1870, oggi ne resta una parte). Destò l'ammirazione dei contemporanei all'epoca, tanto che servì subito come Galleria d'Arte già visitata dagli ambasciatori reali del Siam.
Con l'acquisto della signoria di Châtenay al Capitolo di Notre-Dame porterà il parco all'estensione di 227 ettari.
Nel 1688 commissiona a Le Nôtre un secondo asse trasversale al castello e parallelo alla Grande Cascade. Dall'asse "Verde" nella prospettiva centrale, crea una terrazza detta Terrasse des Pintades (delle faraone), dalla quale fa scavare il Grand Canal di 1140 metri di lunghezza, che verrà terminato solo nel 1691. L'insieme dei ferramenti dietro il castello creano quattro livelli di terrazze lievemente digradanti ornati di parterre, bacini d'acqua, prospettive, "verdi" e "d'acqua".

##### La seconda Festa del Re Sole
Nel giugno del 1685, Seignelay, riceve di nuovo il Re Sole, in una festa rimasta celebre, organizzata dal decoratore Jean Berain. In quest'occasione la vecchia orangerie dell'ala sud del castello, viene allestita a sala da spettacolo, dove fu rappresentata L'Idylle de Sceaux, o L'Idylle sur la paix, di Lully e Racine, cantata dai membri dell'Académie royale de musique fondata da Colbert nel 1669.

#### La Duchessa del Maine

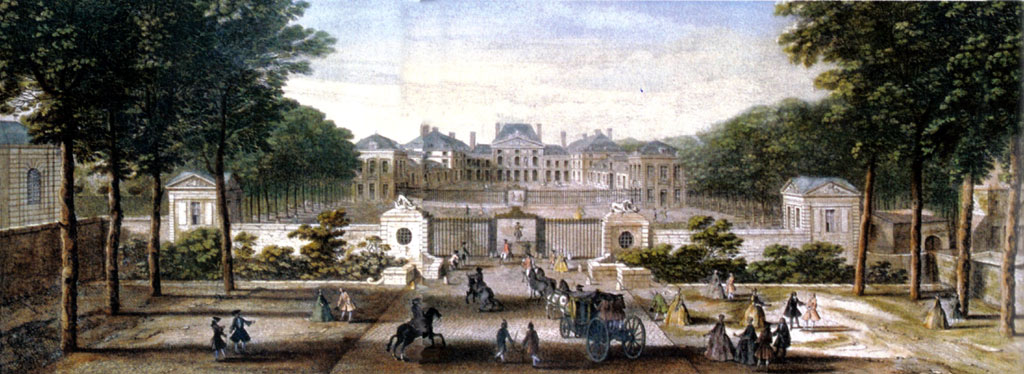
Il Castello da una Stampa di Jacques Rigaud del 1736.

Il Marchese di Seignelay muore nel 1690 e sua moglie nel 1699. Il dominio sarà venduto nel 1700 dai tutori della discendenza a Luigi Augusto di Borbone duca del Maine, figlio naturale legittimato e preferito di Luigi XIV e Madame de Montespan.
La duchessa del Maine, Luisa Benedetta di Borbone-Condé, nipote del Gran Condé, tenne a Sceaux un salotto brillante e di tendenza, ove diede vita nel 1703 all'Ordine de la Mouche à Miel, ordine cavalleresco ironico creato in ispirazione all'Aminta di Torquato Tasso, al fine di stringere a sé i suoi "cortigiani".
La duchessa fece costruire da Jacques de La Guépière il Pavillon de la Ménagerie (oggi distrutto) a nord del parco, contornato da un giardino.
Celebre è rimasta la festa sontuosa che diede nel 1703 in occasione della partenza del Duca d'Angiò, nipote di Luigi XV di Francia, alla volta della Spagna, dove sarà incoronato re Filippo V.
Alla sua morte, nel 1753, il castello passa ai suoi figli, il Principe di Dombes, nel 1755 il Conte d'Eu. Alla morte di quest'ultimo, nel 1775, il dominio passa a suo cugino, il Duca di Penthièvre, il quale volle trasformare parte del parco in giardino all'inglese; nel 1791 lo donerà a sua figlia, la Duchessa d'Orléans, che tuttavia vide confiscare il bene nell'aprile del 1793 dalla Rivoluzione francese.

### La Rivoluzione
Confiscato nel 1793 come bene nazionale, viene trasformato in Scuola agraria. La maggior parte delle statue sono prelevate e portate da Alexandre Lenoir nel suo Musée des monuments français fondato nel 1795 nel Convento dei Petits-Augustins. Il castello venne comprato nel 1798 dal mercante affarista Jean François Hippolyte Lecomte, che arricchitosi col commercio di vini, verso il 1803 inizia a smantellare gli edifici per venderne i materiali.

### Il Castello del Duca di Treviso

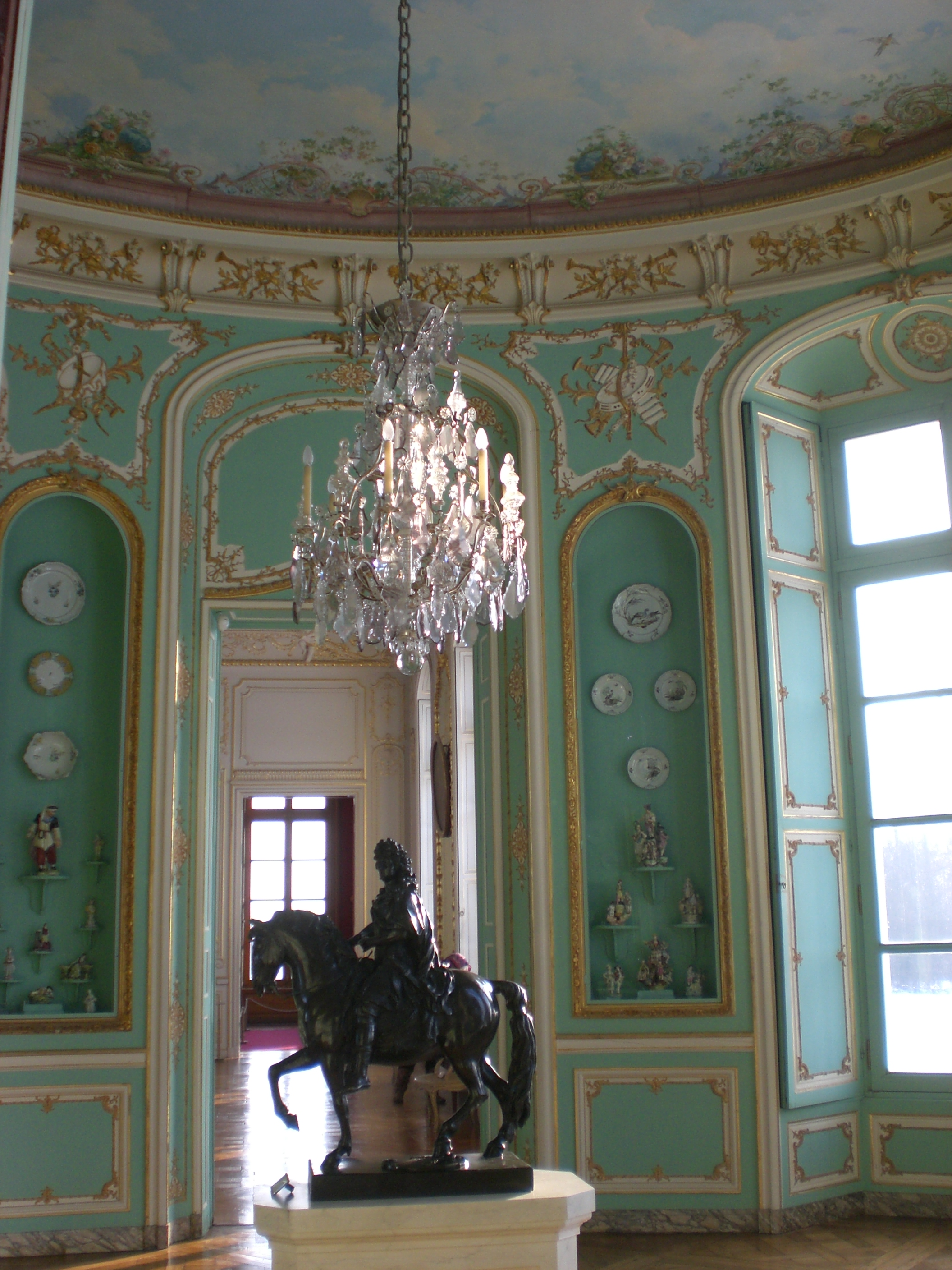
Una sala del Castello.

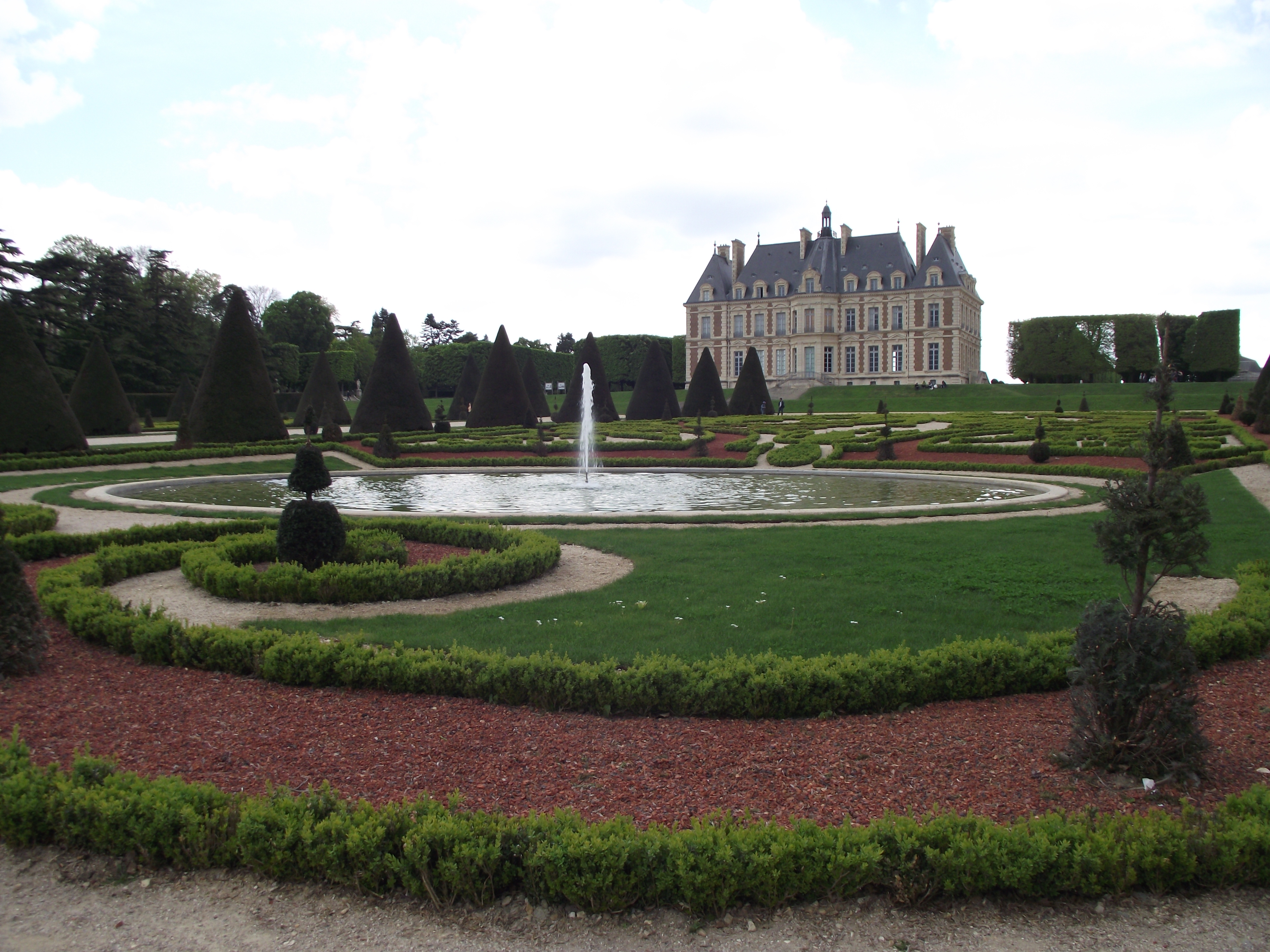
Il castello visto dai giardini.

Nel 1828 Anne-Marie Lecomte-Stuart (1808-1870), sposa Napoléon Mortier de Trévise (1804-1869), figlio del maresciallo Mortier, nominato da Napoleone duca di Treviso. Morto il padre nel 1835, Napoléon eredita il titolo ducale e fece costruire un nuovo castello sul posto di quello di Colbert, l'attuale, in mattoni e pietra, secondo il tipico stile Luigi XIII.
Il progetto è dell'architetto Auguste Théophile Quantinet e il cantiere, diretto dall'architetto Joseph-Michel Le Soufaché, si svolge fra il 1856 e il 1862. Il parco è accuratamente ripiantato sui progetti di Le Nôtre e durante il Secondo Impero il castello diviene teatro di fastose feste.
Morto il secondo duca di Treviso nel 1869, l'anno seguente il castello è occupato dalle truppe bavaresi durante la Guerra franco-prussiana, alla volta del saccheggio del villaggio di Sceaux. In seguito la proprietà resta divisa fra gli eredi, fino a quando Hippolyte Mortier, marchese di Treviso, riacquista le parti dei fratelli. Manterrà e curerà il castello fino alla sua morte, nel 1892, quando diviene proprietà di sua figlia, la principessa Marie Léonie de Faucigny-Lucinge-Cystria, che senza interesse per il castello lo dà in usufrutto alla madre.

#### Tempi moderni e restauri

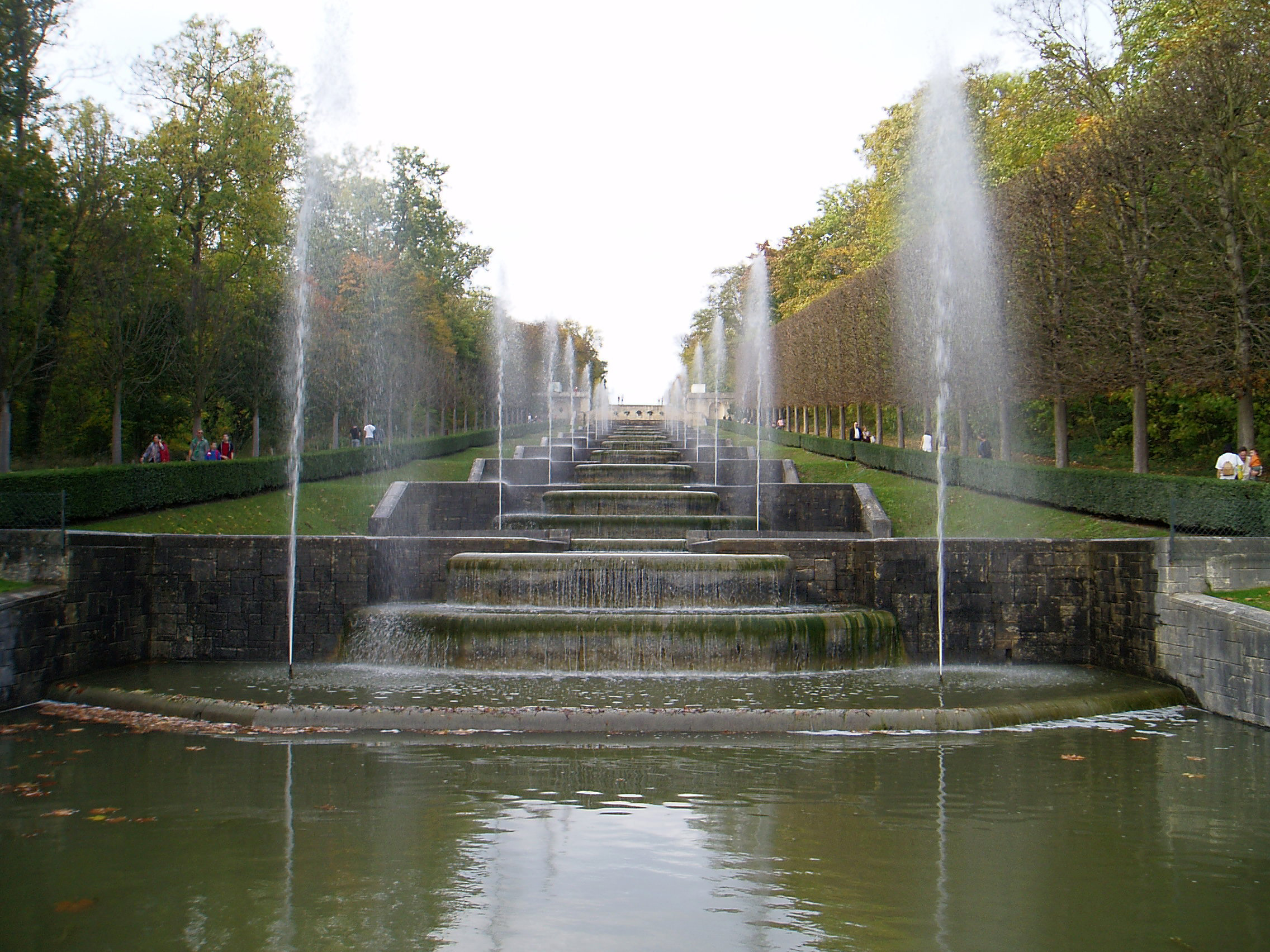
La Grande Cascade.

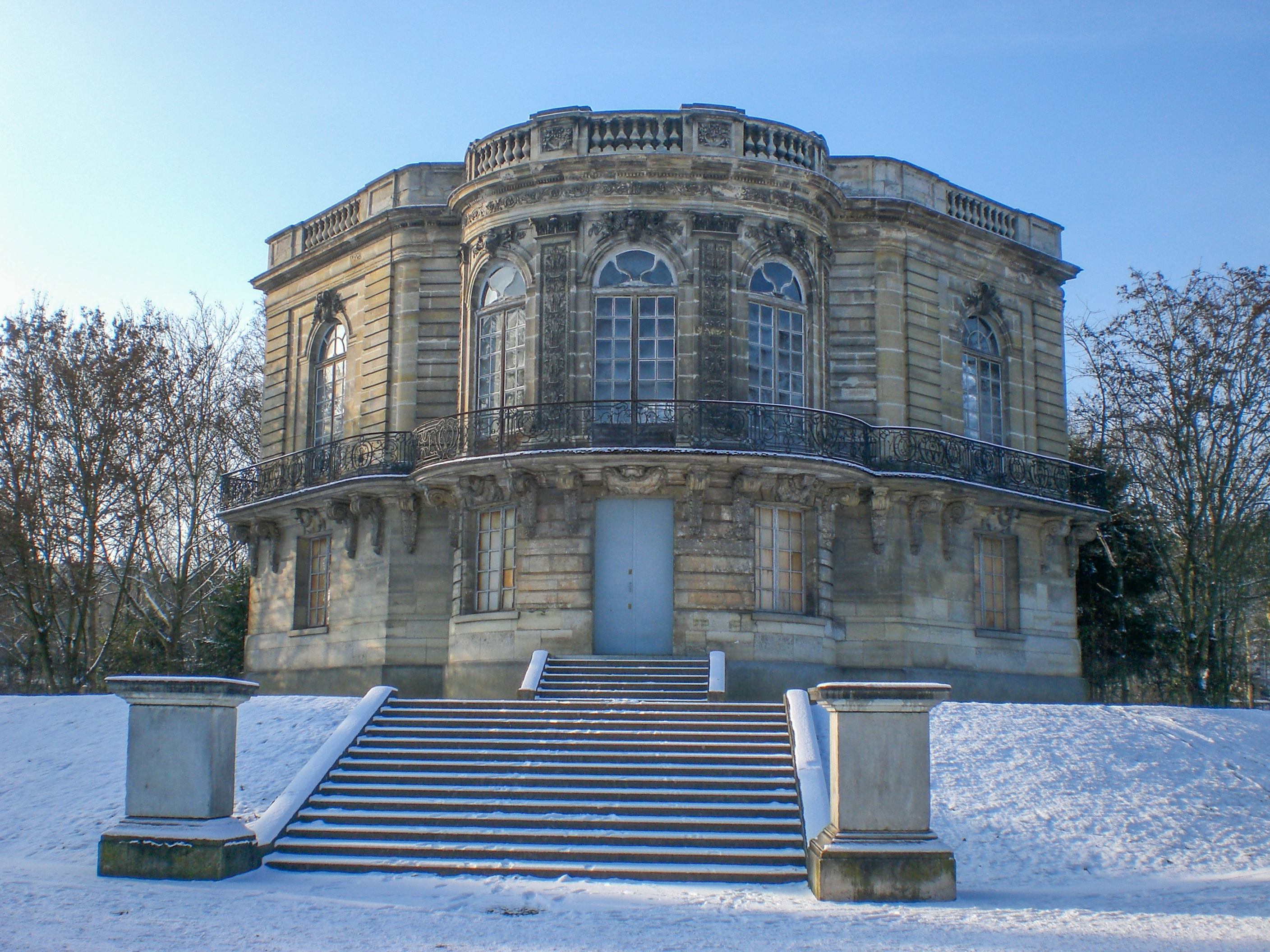
Il Pavillon de Hanovre, 1758-60.

Le truppe francesi occupano il castello nel 1914, e nel 1923 l'ultima ereditiera del marchese di Treviso, sua figlia Marie Léonie, incapace di continuare la manutenzione del castello, lo mette in vendita. Jean-Baptiste Bergeret de Frouville, sindaco di Sceaux fra il 1919 e il 1925, salva il dominio riuscendo a convincere il Consiglio generale degli Hauts-de-Seine a comprarlo. Lavori di restauro sono intrapresi a partire dal 1928 (si concluderanno totalmente solo nel 1970) sotto la direzione dell'architetto Léon Azéma, che ricostruirà la Grande Cascade facendo aggiungere i celebri mascheroni scolpiti da Auguste Rodin.
Nel 1932, in fondo al parco, vi venne rimontata la facciata del Pavillon de Hanovre, costruito nel 1758-60 dall'architetto Jean-Michel Chevotet nei giardini dell'"Hôtel d'Antin" del Duca di Richelieu nella rue Neuve-Saint-Augustin (oggi Boulevard des Italiens). Venne smontato in occasione della costruzione dell'edificio per uffici detto Palais Berlitz.
Il Castello accoglie dal 1937 il Musée de l'Île-de-France, con varie opere che raccontano la storia della regione.